# Aucey-la-Plaine
 Aucey-la-Plaine  là một xã thuộc tỉnh Manche trong vùng Normandie tây bắc nước Pháp. Xã này nằm ở khu vực có độ cao từ 5-61 mét trên mực nước biển.